# Dylan Riis Verrechia
Dylan Riis Verrechia (San Bartolomé, 9 de marzo de 1976) es un director de cine, productor, director de fotografía, guionista y autor de cine Mexicano con espondilitis anquilosante y esclerosis múltiple. Conocido por sus películas Pégame, Kumeyaay Land, la trilogía Tijuana Makes Me Happy, Tierra madre y La Pura Vida. Galardón del Gran premio del Jurado por Mejor película a Slamdance Film Festival, de la Mención especial por Mejor película mexicana al Festival Internacional de Cine de Morelia, de Mejor documental a la Red Nation Film Festival, de Mejor largometraje al Festival Internacional de Cine de Chicago, del Dhow de oro al Festival de Zanzíbar, de Mejor película al Festival de Cine Gay y Lésbico de Barcelona, del Premio del público por Mejor documental al Brooklyn Film Festival y de Mejor producción – Derechos del Niño al Artivist Film Festival & Awards. Verrechia reside desde 2011 en la comunidad nativa en Baja California, y es el fundador del Festival de Cine del Valle de Guadalupe que celebra el cine de autor y la herencia cultural Kumiay.

## Datos biográficos
Verrechia creció en San Bartolomé (Antillas francesas) de origen italiano, bretón, sefardí y sami. Viene de una familia donde su abuelo fue parte de la resistencia danesa durante la ocupación de Dinamarca por la Alemania nazi, y su tío abuelo, capitán de policía en Copenhague, fue deportado al campo de concentración de Neuengamme. 
En su niñez, estuvo postrado en cama por años a causa de una espondilitis anquilosante grave. A los doce años va al hospital Hospital de la Pitié-Salpêtrière de París. Tras el servicio militar en Francia, Verrechia estudió Cine bajo dirección de Jean Rouch de la Cinemateca Francesa, inspirador de la Nouvelle Vague, creador de películas etnográficas notables y de docufiction, y fundador del Cinema Verité.
Recibió una beca y se licenció con matrícula de honor cum laude en Cine y TV por la Tisch School of the Arts en la Universidad de Nueva York en 1998, mientras trabaja de fotógrafo en la escena de la moda y de operador en el cine al lado de Todd Solondz, Kimberly Peirce, Samuel Pollard, Spike Lee, James Schamus, Ted Hope y Frederick Elmes sobre las películas Bamboozled, Boys don't cry (película), Storytelling (película) y Y tu mama también. Al final de que obtuvo la nacionalidad estadounidense en 2004.

## Carrera

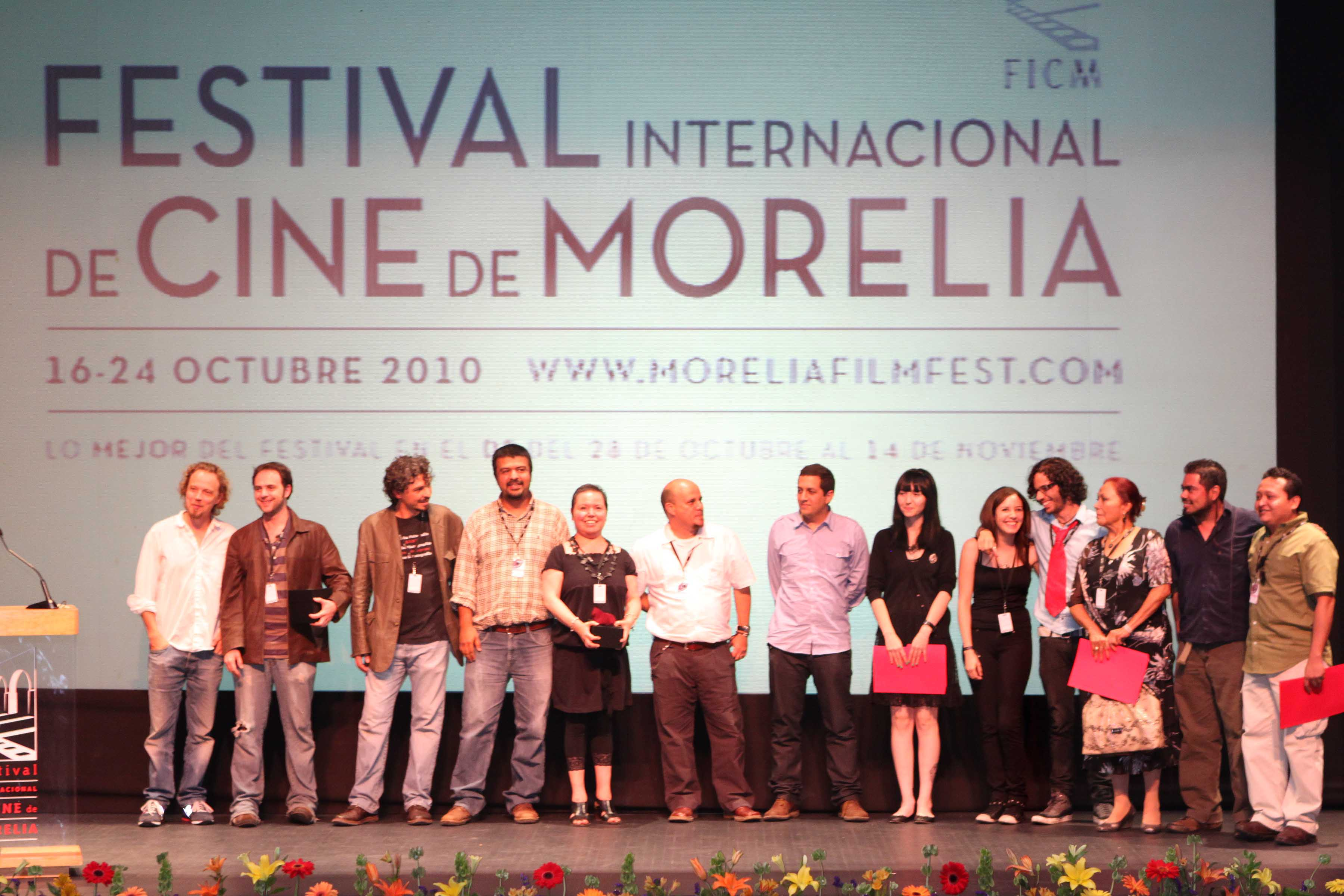
Verrechia ganador FICM 2010

Verrechia ha dirigido el largometraje de fantasía oscura Pégame, la trilogía Tijuana Makes Me Happy, Tierra madre y La Pura Vida, los documentales Kumeyaay Land y Kids of the Majestic. Sus películas recibieron premios mundialmente e inclue Slamdance Film Festival, el Festival Internacional de Cine de Morelia, la Red Nation Film Festival, el Festival de Cine de Tribeca, Sundance, el Festival Internacional de Cine de Chicago, el Festival Internacional de Cine de Zanzíbar, el BlackStar Film Festival, el Brooklyn Film Festival, el Shorts México, el Festival de Cine Gay y Lésbico de Barcelona, a Artivist Film Festival & Awards, nominado a Ambulante gira de documentales y al Festival Mix México.

## Verrechia Films LLC

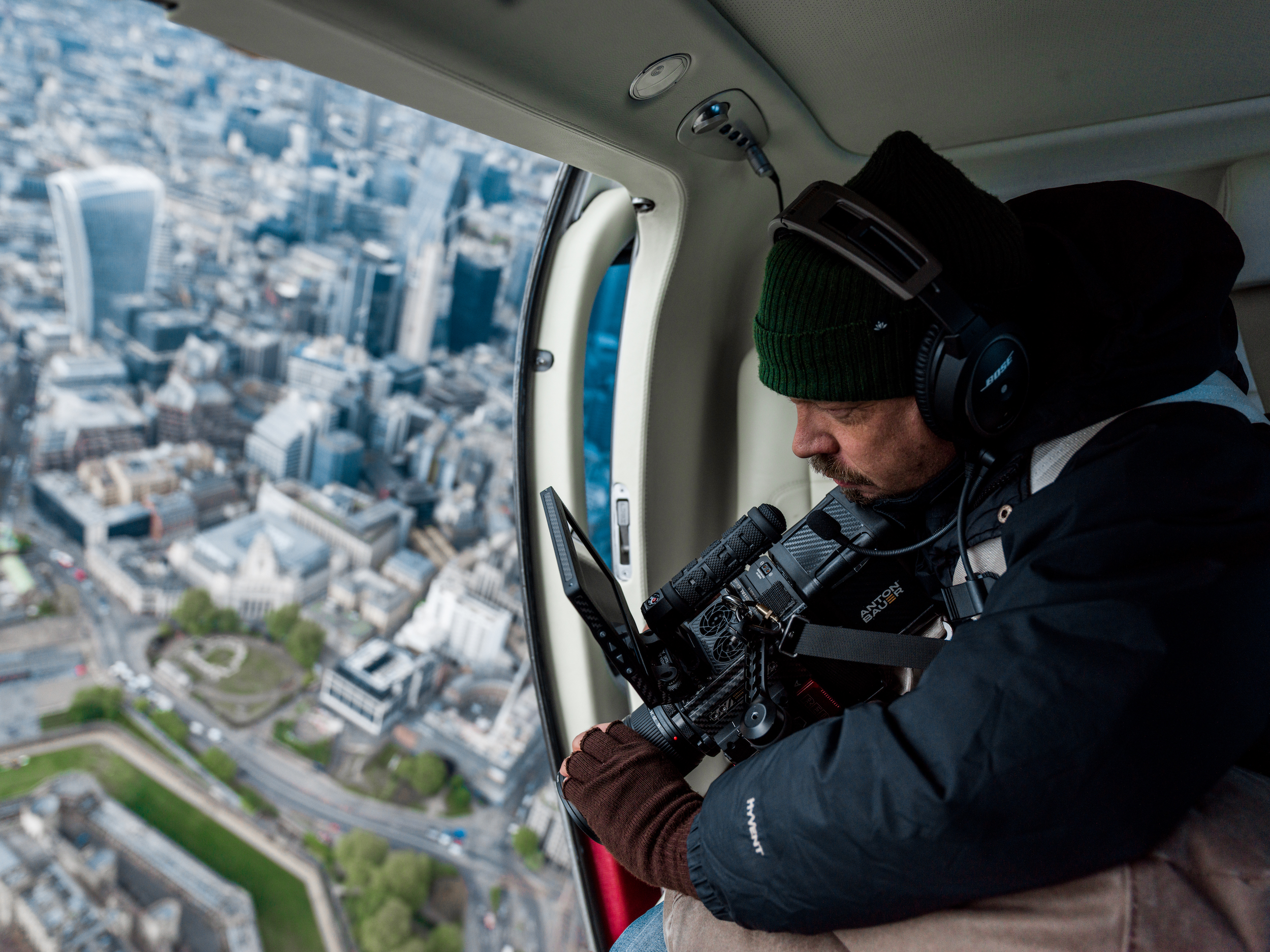
Verrechia por Mercedes-Benz 2017

Productor ejecutivo de Verrechia Films, ha colaborado con Petra Costa sobre The Edge of Democracy en Netflix 2019, Rodrigo Reyes sobre 499 en Criterion Collection, Jehane Noujaim sobre El Gran Hackeo en Netflix, Andi Baiz, Pete Chatmon y Simone Missick sobre Black Card distribuido por HBO, Idil Ibrahim y Alassane Sy sobre Sega distribuido por Canal +, The Price We Pay de Harold Crooks en CBC/Radio-Canada y Anthrax War de Roberto Coen en Arte (canal de televisión), Harvey Weinstein para The Weinstein Company, Disney y Universal. 
En el ámbito musical y publicitario ha trabajado con Rihanna, Paul McCartney, Kanye West, The Rolling Stones, Jay-Z, Wu-Tang Clan, Beck (músico), Terence Trent D'Arby, Rae Sremmurd, Nortec Collective, Questlove, FKA Twigs y Sia, así con marcas globales como Rolex, Porsche, L’Oréal, Mercedes-Benz, Samsung y Rosewood Hotels & Resorts.

## Estilo cinematográfico e ideología
Las películas de Verrechia son experiencias cinematográficas emocionales, una mezcla de cine de resistencia, surrealismo, realismo, folclore y psicología oscura. Su obra destaca por su empatía narrativa y compromiso con voces singulares y diversas.

## Filmografía

### Autor-director
- Pégame (2025)[15]
- La Pura Vida (2024)[16]
- Kumeyaay Land (2023)[17]
- Tierra madre (2010)[18]
- Kids of the Majestic (2009)[19]
- Tijuana Makes Me Happy (2007)[20]
- The Laughter of God (2000)[21]

### Verrechia Films LLC
- 499 (2020) The Criterion Collection[22]
- El Gran Hackeo (2019) Netflix[13]
- The Edge of Democracy (2019) Netflix[23]
- Sega (2018) Canal +[24]
- A Seed of Maize (2017)[25]
- BlackCard (2015) HBO[26]
- The Price We Pay (2014) CBC[27]
- The Alley Cat (2014)[28]
- Anthrax War (2009) Arte[29][30]
- Picture Me (2009) [31]
- Padre nuestro (2007) AMC Networks[32]
- Arakimentari (2004)[33]
- Payaso HP (2000)[34]

## Premios

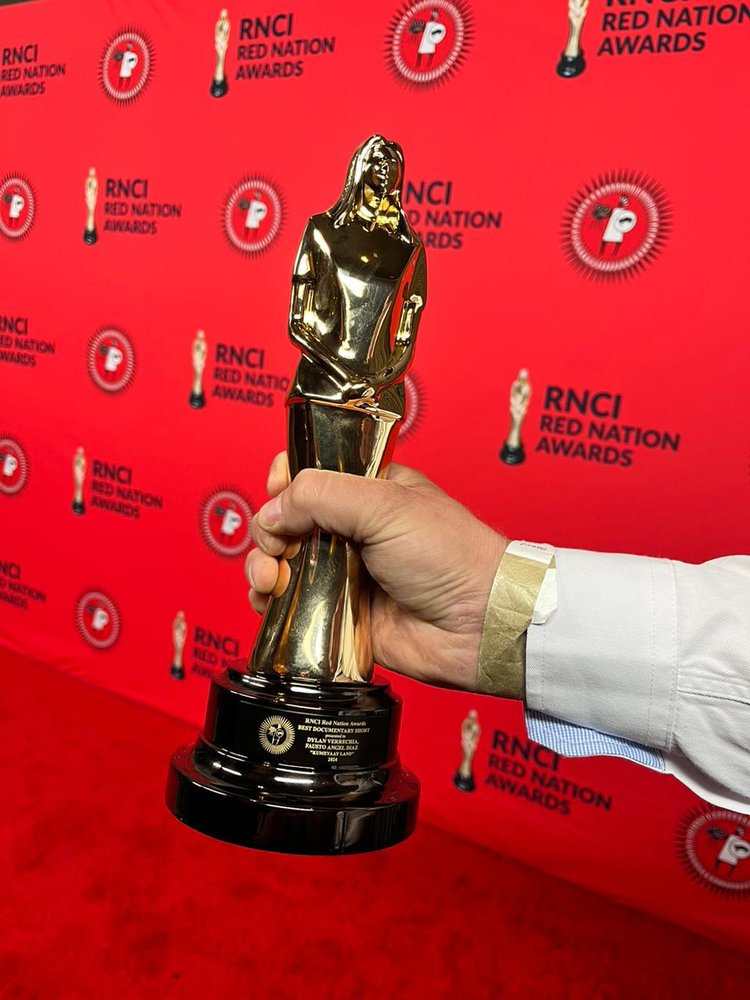
Verrechia ganador RNCI 2024

Verrechia ha recibido más de 100 premios en todo el mundo por sus películas, incluyendo: 
- en 2025, Mejor largometraje mexicano al Festival Internacional de Cine de Rosarito,
- en 2024, Mejor documental a la Red Nation Film Festival,
- en 2024, Mención por Mejor documental mexicano al Shorts México,
- en 2019, Dhow de oro al Festival Internacional de Cine de Zanzíbar,
- en 2019, Mejor ficción al BlackStar Film Festival,
- en 2014, Mejor largometraje al Festival Internacional de Cine de Chicago,
- en 2010, Mención especial por Mejor película mexicana al Festival de Cine de Morelia,
- en 2010, Mejor largometraje al Reeling: The Chicago LGBTQ+ International Film Festival,
- en 2010, Mejor película al Festival de Cine Gay y Lésbico de Barcelona,
- en 2009, Mejor producción – Derechos del Niño al Artivist Film Festival & Awards,
- en 2007, Gran premio del Jurado por Mejor película a Slamdance Film Festival,
- en 2004, Premio del público por Mejor documental al Brooklyn Film Festival.